# Милан Стаматовић
Милан Стаматовић (Чајетина, 24. мај 1960) српски је политичар. Предсједник  је општине Чајетина. Био је један од кандидата за предсједника Србије на изборима 2017. године.

## Политичка каријера

### Рана каријера и кампање
Од 1996. до 2000. године, Стаматовић је био члан Демократског покрета Србије (ДЕПОС), тадашње опозиције Слободану Милошевићу. Придружио се 2000. године Демократској странци Србије (ДСС), чији је члан био до 2014. године, када је заједно са Ненадом Поповићем и пар других чланова напустио ДСС и основао Српску народну партију (СНП). На локалним изборима у општини Чајетина 2016. године, Стаматовићеву кампању је подржала коалиција ДСС-ПУПС-СНП и он бива изабран за предсједника општине са 56,33% гласова.

### Предсједник општине Чајетина
У љето 2007. године, локални начелник полиције у Чајетини даје оставку усред немогућности полиције да спријечи дивљу градњу у општини. Када је Стаматовић изнео планове рушења десетине незаконито изграђених објеката, добио је неколико пријетњи. У интервјуу за дневни лист „Данас”, Стаматовић је рекао:
| „ | Као атрактивна туристичка дестинација, Златибор је примамљив за криминалце из Србије, Црне Горе, Босне и Херцеговине. У ноћним клубовима, у којима се окупљају лица из београдског или црногорског подземља потежу се пиштољи, конзумира и растура дрога, а власници локала плаше се за своју безбедност и то не смеју да пријаве полицији. | ” |

Претходник Стаматовића на мјесту предсједника општине, Радован Јовић из опозиционе Демократске странке, дао је сличну изјаву за лист „Данас” током свог мандата (2000—2004), рекавши да су људи добили дозволу за изградњу станова одређене квадратуре, али да су градили више од тога. У мају 2009. године, „Вечерње новости” објавиле су још један чланак о томе.
Стаматовић и округ Чајетина подржали су и помогли организовању паравојни камп "Омладинско-патриотски камп Златибор 2018" за децу. Камп је затворен након што су о томе писали новинари.